# Roza Tamarkina
Roza Vladimirovna Tamarkina, in russo Рóза Владúмировна Тамáркина? (Kiev, 23 marzo 1920 – Mosca, 5 agosto 1950), è stata una pianista sovietica.

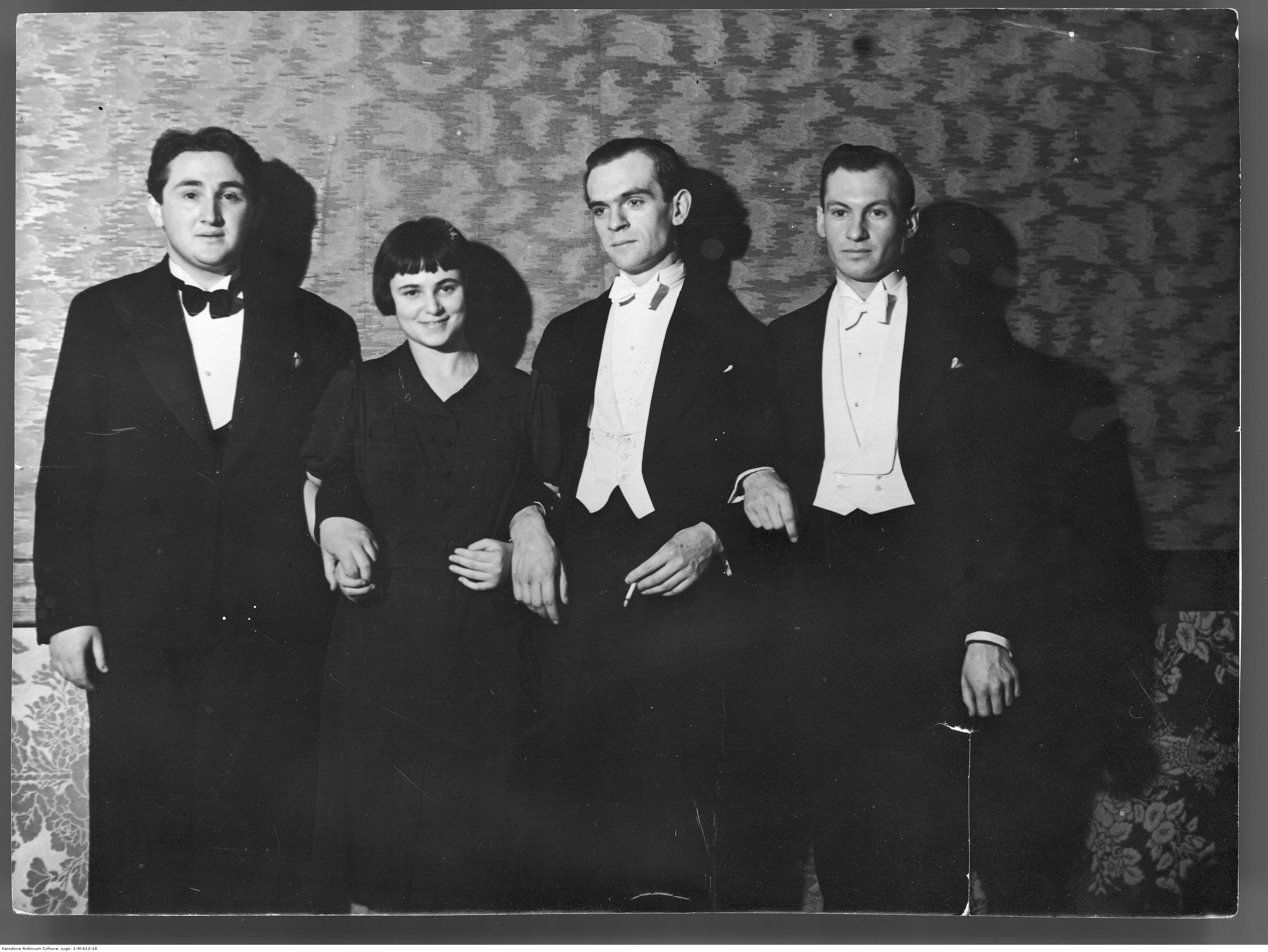
I diplomati del 3º concorso pianistico internazionale del 1937. Da sinistra: Jakow Zak, Rosa Tamarkina, Witold Małcużyński, Lance Dossor.

Nata a Kiev, inizia a studiare pianoforte da bambina. Per cinque anni, dal 1928 al 1932 studia nella sezione per bambini del Conservatorio di Kiev sotto la guida di Nikolai Goldenberg. Tra il 1932 e il 1935 studia presso la sezione speciale per bambini del Conservatorio di Mosca. Completa il corso superiore al Conservatorio nel 1940, diplomandosi nella classe di pianoforte di Alexander Goldenweiser. Continua poi i suoi studi con Goldenweiser e successivamente (1943-1945) con Konstantin Nikolaevič Igumnov.
Esordì come concertista all'età di 15 anni, stupendo ascoltatori e critici con la maturità della sua interpretazione, il temperamento e virtuosismo. Dal 1936, ha sviluppato la sua carriera concertistica in Russia. Indipendentemente dal fatto di suonare Bach, Mozart, Beethoven, Čajkovskij, Skrjabin, Rachmaninov o specie Chopin, la sua comprensione dell'opera era completa, pieno di nobile semplicità, fascino e poesia naturale.
Partecipa al Concorso Chopin all'età di 17 anni. Già dopo la prima fase era chiaro che era in corsa per un premio. Alla fine la giuria, composta da pianisti di fama mondiale come Emil von Sauer, Wilhelm Backhaus, Heinrich Neuhaus, Józef Turczyński, Józef Śmidowicz e Jerzy Żurawlew, le assegna il secondo premio.
Il professor Piotr Rytel ha scritto: "Più giovane [...] di Zak, la signora Rosa Tamarkina [...] quando si tratta di suo rapporto interiore alla musica potrebbe anche superare Zak. [...] Sedici anni e già una tecnica così eccellente, complessità e semplicità."
Neuhaus ha scritto: "Rosa Tamarkina ha fatto una vera e propria sensazione sulla concorrenza - non solo a causa della sua età, nonostante la sua giovane età, lei è senza dubbio una pianista perfettamente matura, pienamente consapevole. Backhaus gridò: 'Questo è meraviglioso'".
Nel 1946, comincia a insegnare al Conservatorio di Mosca, cosa che limita notevolmente le sue apparizioni concertistiche. Per celebrare il centenario della morte di Chopin nell'ottobre del 1949, tiene un concerto presso la Sala Grande del Conservatorio di Mosca, dove esegue il concerto in Fa minore di Chopin.
Questa doveva essere la sua ultima apparizione sul palco prima della sua morte, avvenuta per cancro a Mosca nel 1950, a solo 30 anni. Dal 1940 al 1944 fu sposata con il pianista Emil Gilels.
È oggi ricordata per le sue brillanti interpretazioni di opere di Chopin (Fantasia in Fa minore, Scherzo in Si bemolle minore e Do diesis minore, Polacca in Fa diesis minore, Sonata in Si minore, Notturno in Sol maggiore e il Concerto in Fa minore), Franz Liszt (Sonata in Si minore, Mefisto valzer, Rapsodia ungherese No. 10, Rigoletto Parafrasi da concerto), Schumann (Fantasie in do maggiore) e Rachmaninov (Concerto in Do minore). Le sue numerose registrazioni includono la Fantasia in Fa minore e lo Scherzo in Do diesis minore di Chopin.